# Yolanda Soler
Yolanda Soler Grajera (Madrid, 9 gennaio 1971) è un'ex judoka spagnola.

## Palmarès
- Giochi olimpici

Atlanta 1996: bronzo nei 48 kg.
- Europei

Praga 1991: bronzo nei 48 kg.
Parigi 1992: argento nei 48 kg.
Danzica 1994: oro nei 48 kg.
Birmingham 1995: oro nei 48 kg.
L'Aia 1996: oro nei 48 kg.
Oviedo 1998: bronzo nei 48 kg.